# Neoempheria setulosa
Neoempheria setulosa är en tvåvingeart som beskrevs av Wu 1999. Neoempheria setulosa ingår i släktet Neoempheria och familjen svampmyggor.
Artens utbredningsområde är Zhejiang (Kina). Inga underarter finns listade i Catalogue of Life.